# Songs of Memphis Slim and Willie Dixon
Songs of Memphis Slim and Willie Dixon — студійний альбом американського блюзового піаніста Мемфіса Сліма і контрабасиста Віллі Діксона, випущений у 1960 році лейблом Folkways.

## Опис
На цьому альбомі грають піаніст і співак Мемфіс Слім і відомий басист Віллі Діксон, якому приписується створення звучання чиказького блюзу. Альбом вийшов у 1960 році на лейблі Folkways. Декілька пісень з цього альбому також були включені до Smithsonian Folkways' Memphis Slim: The Folkways Years (SFW40128).

## Список композицій
1. «Joggie-Boogie» — 3:28
2. «Stewball» — 3:36
3. «John Henry» — 2:28
4. «Kansas City #1—#3» — 7:50
5. «Have You Ever Been To Nashville Pen?» — 3:47
6. «Roll and Tumble» — 2:32
7. «Beer Drinking Woman» — 2:58
8. «Chicago House Rent Party» — 5:00
9. «44 Blues» — 2:36
10. «Unlucky» — 2:45

## Учасники запису
- Мемфіс Слім — фортепіано, вокал
- Віллі Діксон — контрабас, вокал

Технічний персонал
- Рональд Клайн — дизайн
- Девід Гар — фотографія